# Mawsley, Loddington
Mawsley var en civil parish från 1858 till 1935 då den blev en del av Loddington, i grevskapet Northamptonshire, i England. Civil parish var belägen 8 km från Kettering och hade 10 invånare år 1931.